# Șieu-Odorhei
Șieu-Odorhei – wieś w Rumunii, w okręgu Bistrița-Năsăud, w gminie Șieu-Odorhei. W 2011 roku liczyła 686 mieszkańców.